# Loxophlebia flavinigra
Loxophlebia flavinigra är en fjärilsart som beskrevs av D.Jones 1908. Loxophlebia flavinigra ingår i släktet Loxophlebia och familjen björnspinnare. Inga underarter finns listade i Catalogue of Life.